# Dicranomyia (Dicranomyia) ignara
Dicranomyia (Dicranomyia) ignara is een tweevleugelige uit de familie steltmuggen (Limoniidae). De soort komt voor in het Neotropisch gebied.